# Marcinki (SIMC 0200199)
Marcinki – osada leśna w Polsce, położona w województwie wielkopolskim, w powiecie ostrzeszowskim, w gminie Kobyla Góra.

## Miejscowości o nazwie Marcinki w gminie Kobyla Góra
W gminie Kobyla Góra istnieją trzy miejscowości podstawowe o nazwie Marcinki, w tym 1 wieś i 2 osady leśne. Wieś Marcinki posiada identyfikator SIMC 0200176. Niniejszy artykuł dotyczy osady leśnej Marcinki, która posiada identyfikator SIMC 0200199. Druga osada leśna to Marcinki, która posiada identyfikator SIMC 0200182.